# Phenacoccus
Phenacoccus är ett släkte av insekter som beskrevs av Cockerell 1893. Phenacoccus ingår i familjen ullsköldlöss.

## Dottertaxa tillPhenacoccus, i alfabetisk ordning[1][2]
- Phenacoccus abditus
- Phenacoccus acericola
- Phenacoccus aceris
- Phenacoccus affinis
- Phenacoccus alienus
- Phenacoccus alleni
- Phenacoccus alonim
- Phenacoccus alticola
- Phenacoccus americanus
- Phenacoccus angophorae
- Phenacoccus angustatus
- Phenacoccus arambourgi
- Phenacoccus arctophilus
- Phenacoccus artemisiae
- Phenacoccus arthrophyti
- Phenacoccus asphodeli
- Phenacoccus asteri
- Phenacoccus avenae
- Phenacoccus avetianae
- Phenacoccus azaleae
- Phenacoccus baccharidis
- Phenacoccus balachowskyi
- Phenacoccus balagnus
- Phenacoccus basorae
- Phenacoccus bazarovi
- Phenacoccus bicerarius
- Phenacoccus borchsenii
- Phenacoccus brachipodi
- Phenacoccus caillardi
- Phenacoccus cajonensis
- Phenacoccus capensis
- Phenacoccus cassiniae
- Phenacoccus celtisifoliae
- Phenacoccus cerasi
- Phenacoccus colemani
- Phenacoccus convolvuli
- Phenacoccus cotyledonis
- Phenacoccus crassus
- Phenacoccus cynodontis
- Phenacoccus cyrenaicus
- Phenacoccus dearnessi
- Phenacoccus defectus
- Phenacoccus destitutus
- Phenacoccus dicoriae
- Phenacoccus discadenatus
- Phenacoccus echeveriae
- Phenacoccus ejinensis
- Phenacoccus eleabius
- Phenacoccus elongatus
- Phenacoccus emansor
- Phenacoccus eremicus
- Phenacoccus eriogoni
- Phenacoccus eschscholtziae
- Phenacoccus eugeniae
- Phenacoccus eurotiae
- Phenacoccus evelinae
- Phenacoccus ferulae
- Phenacoccus fici
- Phenacoccus formicarum
- Phenacoccus franseriae
- Phenacoccus fraxinus
- Phenacoccus giganteus
- Phenacoccus gobicus
- Phenacoccus gorgasalicus
- Phenacoccus gossypii
- Phenacoccus graminicola
- Phenacoccus grandicarpus
- Phenacoccus gregosus
- Phenacoccus gypsophilae
- Phenacoccus hakeae
- Phenacoccus halimiphylli
- Phenacoccus halli
- Phenacoccus hargreavesi
- Phenacoccus helianthi
- Phenacoccus herbaceus
- Phenacoccus herreni
- Phenacoccus hordei
- Phenacoccus hortonarum
- Phenacoccus hurdi
- Phenacoccus hystrix
- Phenacoccus incertus
- Phenacoccus incomptus
- Phenacoccus indicus
- Phenacoccus infernalis
- Phenacoccus insularis
- Phenacoccus interruptus
- Phenacoccus isadenatus
- Phenacoccus juniperi
- Phenacoccus kaplini
- Phenacoccus karaberdi
- Phenacoccus kareliniae
- Phenacoccus kokandicus
- Phenacoccus larvalis
- Phenacoccus latipes
- Phenacoccus longoi
- Phenacoccus lotearum
- Phenacoccus lycii
- Phenacoccus madeirensis
- Phenacoccus manihoti
- Phenacoccus maritimus
- Phenacoccus matricariae
- Phenacoccus megaulus
- Phenacoccus memorabilis
- Phenacoccus menieri
- Phenacoccus meridionalis
- Phenacoccus mexicanus
- Phenacoccus meymeryani
- Phenacoccus minimus
- Phenacoccus monieri
- Phenacoccus montanus
- Phenacoccus multisetosus
- Phenacoccus neohordei
- Phenacoccus nephelii
- Phenacoccus nurmamatovi
- Phenacoccus orcinus
- Phenacoccus parietariae
- Phenacoccus parietaricola
- Phenacoccus parvus
- Phenacoccus pauculus
- Phenacoccus pauperatus
- Phenacoccus pergandei
- Phenacoccus perillustris
- Phenacoccus persimplex
- Phenacoccus piceae
- Phenacoccus poriferus
- Phenacoccus pratti
- Phenacoccus prodigialis
- Phenacoccus prosopidis
- Phenacoccus proximus
- Phenacoccus prunispinosi
- Phenacoccus pseudopumilus
- Phenacoccus psidiarum
- Phenacoccus pumilus
- Phenacoccus pyramidensis
- Phenacoccus quadricaudata
- Phenacoccus querculus
- Phenacoccus radii
- Phenacoccus rehaceki
- Phenacoccus rotundus
- Phenacoccus rubivorus
- Phenacoccus sakai
- Phenacoccus salsolae
- Phenacoccus schmelevi
- Phenacoccus segnis
- Phenacoccus setiger
- Phenacoccus sherbinovskyi
- Phenacoccus shutovae
- Phenacoccus silvanae
- Phenacoccus similis
- Phenacoccus sogdianicus
- Phenacoccus solani
- Phenacoccus solenopsis
- Phenacoccus specificus
- Phenacoccus sphaeralceae
- Phenacoccus sphagni
- Phenacoccus stelli
- Phenacoccus stipae
- Phenacoccus strigosus
- Phenacoccus subdeserticus
- Phenacoccus tataricus
- Phenacoccus tergrigorianae
- Phenacoccus tibialis
- Phenacoccus transcaucasicus
- Phenacoccus trichonotus
- Phenacoccus tucumanus
- Phenacoccus ulmi
- Phenacoccus vaccinii
- Phenacoccus viburnae
- Phenacoccus wilmattae
- Phenacoccus yerushalmi